# نيكولاي ماركوف (منافس ألعاب قوى)
نيكولاي ماركوف هو منافس ألعاب قوى بلغاري، ولد في 9 يونيو 1960.